# 팜피숲쥐
팜피숲쥐(Hylomyscus pamfi)는 쥐과에 속하는 설치류의 일종이다. 베넹과 나이지리아 남서부, 토고에서 발견된다. 근연종은 알렌숲쥐(H. simus)지만, 치아 치수가 차이가 난다. 아프리카숲쥐속에 속하는 다른 종과 분포 지역이 겹치지 않는다.